# Tangan Tangan Cut
Tangan Tangan Cut is een bestuurslaag in het regentschap Aceh Barat Daya van de provincie Atjeh, Indonesië. Tangan Tangan Cut telt 1578 inwoners (volkstelling 2010).